# Fernando Amorebieta
Fernando Gabriel Amorebieta Mardaras (Cantaura, 29 de marzo de 1985) es un exfutbolista español nacido en Venezuela que jugaba como defensa. Se formó como futbolista en el Athletic Club. A pesar de que jugó en las categorías inferiores de la selección española, fue internacional absoluto con la selección de Venezuela.

## Trayectoria

### Inicios
En 1995 comenzó a jugar en el colegio de San Miguel de Yurreta hasta que ingresó en Lezama, en 1996, la cantera del Athletic Club. Con diecisiete años Jupp Heynckes decidió que pasara a entrenar con el primer equipo, aunque siguió jugando con el juvenil A. Con José Luis Mendilibar continuó realizando los entrenamientos, pero fue Javier Clemente quien le dio la oportunidad de debutar con el Athletic en Primera División.

### Athletic Club

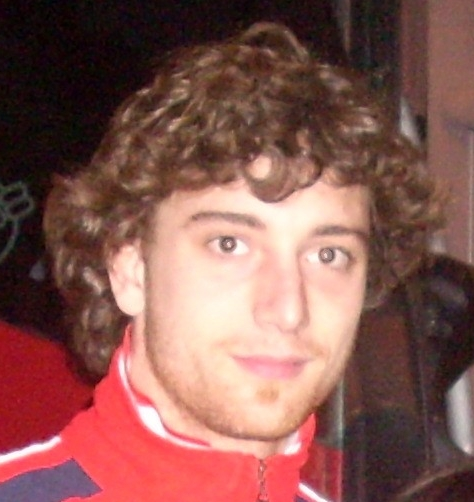
Amorebieta, durante su etapa en el Athletic Club.

Debutó con el Athletic Club en Primera División durante la temporada 2005-06, en la que alternó su posición natural como defensa central con el lateral zurdo. En los quince partidos de Liga que jugó, vio nueve cartulinas amarillas y fue expulsado en una ocasión.
Su primer gol con el Athletic lo anotó el 31 de enero de 2008 contra el Real Racing Club de Santander en un partido de la Copa del Rey. Al final de la temporada 2007-08, varios equipos de la Premier League mostraron interés por hacerse con los servicios del defensor vasco, quien aseguró no querer salir del club rojiblanco.
El 4 de enero de 2009 disputó su partido número cien con el Athletic en un enfrentamiento contra el R. C. D. Español que finalizó con el resultado de 1-1. El 26 de marzo del mismo año también cumplió cien encuentros en Primera División ante el Racing de Santander, en una victoria de su equipo por 2-1.
El 13 de mayo de 2009 jugó su primera final de la Copa del Rey con el Athletic Club.
En agosto de 2010, recibió una oferta por parte del FC Rubin Kazán que ascendía a los 3 millones de euros por temporada. Sin embargo, el jugador transmitió al Athletic su deseo de quedarse en el club y el equipo vasco tampoco tenía intención de vender al jugador, por lo que la oferta fue rechazada.
En la campaña 2011-12 anotó tres goles: contra el R. C. D. Mallorca, el Levante U. D. y el Málaga C. F. En la Copa del Rey alcanzó su segunda final y el Athletic fue derrotado por 0-3 ante el F. C. Barcelona; Amorebieta disputó todos los partidos del campeonato nacional a excepción de la vuelta de octavos contra Albacete Balompié. En la Liga Europa también llegó la final y se convirtió en el primer vinotinto en jugar una final europea, aunque el Athletic perdió de nuevo por 3-0 ante el Club Atlético de Madrid. En total, disputó 4219 minutos, anotó tres goles, fue amonestado en dieciocho ocasiones y vio tres tarjetas rojas.
A comienzos de la temporada 2012-13 fue operado de una hernia que le provocaba molestias de pubalgia y no pudo disputar los primeros partidos de Liga tras estar cuatro semanas de baja. En total, jugó once partidos de Liga, dos de la Copa del Rey y cuatro en la Liga Europa.

### Carrera posterior en Inglaterra y Sudamérica
El 22 de mayo de 2013 firmó un contrato con el Fulham F. C. de la Premier League inglesa por cuatro temporadas. Debutó el 14 de septiembre de 2013 en un partido contra el West Bromwich Albion F. C. que finalizó 1-1. Jugó un total de veintitrés partidos en los que anotó un gol —el 26 de abril de 2014 ante Hull City A. F. C.—, pero el Fulham finalizó la campaña 2013-14 en la penúltima posición de la tabla y descendió a la Segunda División. En la siguiente temporada su participación se vio mermada debido a unas lesiones en la rodilla: sólo disputó ocho encuentros y marcó un gol ante el Bolton Wanderers F. C. El 23 de marzo de 2015 firmó un contrato de cesión con el Middlesbrough F. C. de la Football League Championship, con el que realizó su debut el 6 de abril en una derrota por 2-0 ante el Watford F. C.
El 22 de julio de 2016 se anunció su incorporación al Real Sporting de Gijón, con quien disputó veintisiete partidos en la campaña 2016-17. Fue el jugador más amonestado de la competición —diecisiete tarjetas amarillas— y el equipo no pudo mantener la categoría. El 18 de julio de 2017 se anunció su fichaje por el C. A. Independiente de la Primera División de Argentina. Fue en el C. A. Independiente donde el 13 de diciembre del 2017 obtendría su primer título oficial como profesional ganando la Copa Sudamericana ante el Clube de Regatas do Flamengo en el mítico estadio Maracaná siendo titular en dicho encuentro y siendo una importante pieza del equipo de Ariel Holan durante toda la competición. El 14 de enero de 2019, después de ocho meses sin jugar, firmó por el Club Cerro Porteño de la Primera División de Paraguay. Fue gran figura sobre todo en los partidos de la Copa Libertadores de América. También obtuvo su segundo título profesional en el Torneo Apertura en el año 2020 con el "Ciclón".
En noviembre de 2020 se retiró como futbolista para desempeñar la función de secretario técnico en el club paraguayo.

### Iurretako KT
En octubre de 2021 regresó a Yurreta para jugar como delantero en el Iurretako KT de la División de Honor de Vizcaya.

### Etapa posterior
Fue director deportivo del Club Portugalete durante la temporada 2022-23, aunque dimitió de su cargo poco antes del término de la campaña.Para la camppaña 2023-24 dio el salto a los banquillos como ayudante de Ibai Gómez en el juvenil del Santutxu.pero actualmente en la temporada 2024-25  es entrenador asistente del Arenas de Getxo junto a Ibai Gómez con el cual también entrena al equipo de fútbol de República Dominicana para los Juegos Olímpicos de París 2024

## Selección nacional

### Selección española
Amorebieta fue internacional con las categorías inferiores de la selección española. Formó parte del combinado sub-19 que se impuso en el Europeo de 2004, disputado en Suiza. Amorebieta jugó cinco partidos de titular, fue sustituido en uno y acumuló 438 minutos sobre el campo, en los que recibió una tarjeta amarilla. No jugó ni la semifinal ni la final.
El entrenador del Athletic Club en la temporada 2007-08, Joaquín Caparrós, declaró antes de la Eurocopa 2008 que Amorebieta era uno de los tres mejores defensas centrales de España y que tenía madurez "para ir a la selección ya".
Después de dicha competición, el 14 de agosto de 2008, el seleccionador español Vicente del Bosque decidió convocarlo para un amistoso contra Dinamarca, pero no llegó a debutar y tampoco volvió a ser convocado.

### Selección venezolana
En mayo de 2008 se produjeron acercamientos entre Amorebieta y la Federación Venezolana de Fútbol. El seleccionador venezolano César Farías viajó a Bilbao para asistir a un partido de liga entre el Athletic Club y el R. C. D. Mallorca, equipo en el cual jugaba Juan Arango. El director técnico venezolano afirmó que haría "todo lo que estuviera en sus manos" para que Amorebieta jugara con la selección absoluta de Venezuela. Sin embargo, Amorebieta, que había expresado su ilusión por debutar con La Vinotinto debido a las pocas posibilidades de jugar con España, fue informado de que ya no podría hacerlo por haber sido internacional sub-19 con España y no haber solicitado el cambio de selección antes de cumplir veintiún años, según establecían los estatutos de la FIFA Esta normativa se derogó en 2009.

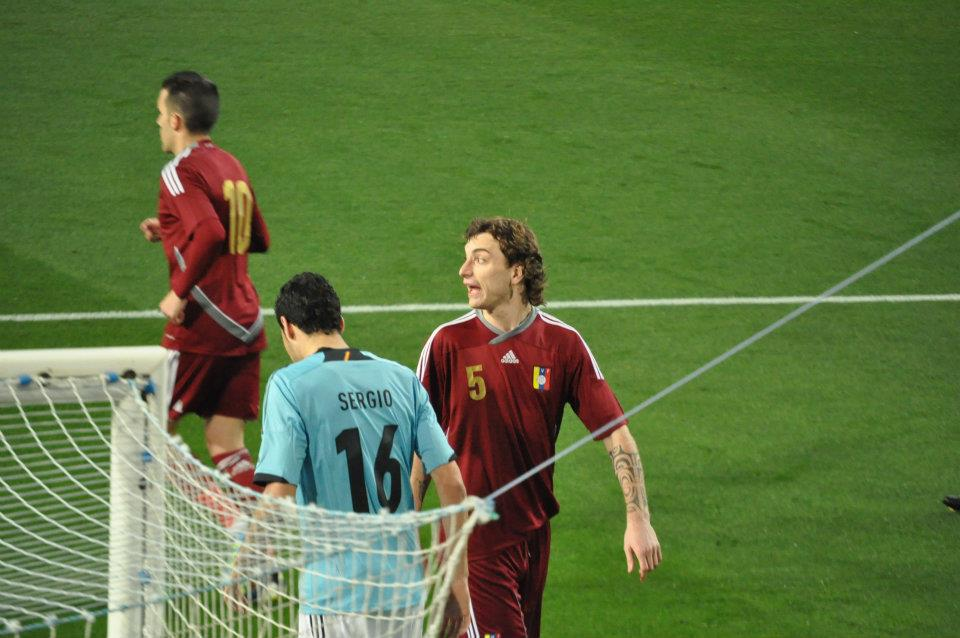
Amorebieta durante un partido amistoso frente a España.

Así, en agosto de 2010, se reanudaron las gestiones para que Amorebieta debutase con el país sudamericano. Para que esto sucediese, el jugador tenía que remitir a la FIFA una carta de intenciones y solicitar una cédula de identidad venezolana. Sin haber realizado dichos trámites, el 26 de agosto de 2010 Amorebieta fue convocado por César Farías para dos partidos amistosos contra Colombia y Ecuador. Al día siguiente, el jugador hizo pública a través de la página web del Athletic Club su renuncia a la convocatoria venezolana; el club comunicó dicha renuncia a la federación española. Fernando García Macua, presidente de la entidad bilbaína, sugirió que la intención del central sería renunciar de forma definitiva a la "vinotinto". El futbolista negó este punto, asegurando que deja las puertas abiertas al seleccionado venezolano cuando él lo considere.
En verano de 2011, Joaquín Caparrós, que se oponía a que Amorebieta jugara con Venezuela fue reemplazado como director técnico del Athletic por el argentino Marcelo Bielsa. Bielsa estaba convencido de que Amorebieta sería convocado por España con vistas a las eliminatorias de la Eurocopa 2012, pero, el 25 de agosto, el seleccionador español Vicente del Bosque volvió a olvidarse de Amorebieta y dio entrada en su lista a tres nuevos defensas: Botía, Domínguez y Montoya. Amorebieta llamó por teléfono a Farías solicitando su convocatoria con Venezuela y esta se hizo oficial el 27 de agosto. Debutó contra Argentina en un partido amistoso el 2 de septiembre de 2011 en Calcuta. Jugó como titular y fue sustituido en el minuto 90 por Andrés Túñez. Su actuación fue elogiada por el entrenador argentino, Alejandro Sabella.
El 11 de octubre de 2011, por la segunda fecha de las Clasificatorias al Mundial Brasil 2014, anotó su primer gol en el minuto 61 con la selección venezolana, ante Argentina; gracias a ello su equipo obtuvo el primer triunfo en la eliminatoria y su primera victoria ante la selección albiceleste.

### Selección País Vasco
Amorebieta también participó en cuatro partidos con la selección del País Vasco (no afiliada a la FIFA), debutando contra Venezuela en San Cristóbal, Táchira, el 20 de junio de 2007. El partido amistoso, con victoria vasca por 4-3, fue la gran inauguración del Estadio Pueblo Nuevo, con capacidad para 43.000 espectadores, tras dos años de construcción con motivo de la Copa América 2007.

### Participaciones en Copa América
| Copa              | Sede  | Resultado    | PJ (G) |
| ----------------- | ----- | ------------ | ------ |
| Copa América 2015 | Chile | Primera fase | 2 (0)  |

## Estadísticas
Actualizado el 23 de agosto de 2019.
| Club | Div           | Temporada     | Liga  | Liga  | Copas nacionales(1) | Copas nacionales(1) | Torneos internacionales(2) | Torneos internacionales(2) | Total | Total |
| Club | Div           | Temporada     | Part. | Goles | Part.               | Goles               | Part.                      | Goles                      | Part. | Goles |
| --- | ------------- | ------------- | ----- | ----- | ------------------- | ------------------- | -------------------------- | -------------------------- | ----- | ----- |
| CD Basconia · España | 3.ª           | 2003/04       | 26    | 1     | -                   | -                   | -                          | -                          | 26    | 1     |
| CD Basconia · España | Total club    | Total club    | 26    | 1     | -                   | -                   | -                          | -                          | 26    | 1     |
| Bilbao Athletic · España | 2.ª           | 2004/05       | 24    | 1     | -                   | -                   | -                          | -                          | 24    | 1     |
| Bilbao Athletic · España | 2.ª           | 2005/06       | 11    | 0     | -                   | -                   | -                          | -                          | 11    | 0     |
| Bilbao Athletic · España | Total club    | Total club    | 35    | 1     | -                   | -                   | -                          | -                          | 35    | 1     |
| Athletic Club · España | 1.ª           | 2005/06       | 15    | 0     | 2                   | 0                   | 2                          | 0                          | 19    | 0     |
| Athletic Club · España | 1.ª           | 2006/07       | 27    | 0     | 1                   | 0                   | -                          | -                          | 28    | 0     |
| Athletic Club · España | 1.ª           | 2007/08       | 34    | 0     | 6                   | 1                   | -                          | -                          | 40    | 1     |
| Athletic Club · España | 1.ª           | 2008/09       | 29    | 0     | 7                   | 0                   | -                          | -                          | 36    | 0     |
| Athletic Club · España | 1.ª           | 2009/10       | 34    | 0     | 2                   | 0                   | 11                         | 0                          | 47    | 0     |
| Athletic Club · España | 1.ª           | 2010/11       | 17    | 0     | -                   | -                   | -                          | -                          | 17    | 0     |
| Athletic Club · España | 1.ª           | 2011/12       | 28    | 3     | 8                   | 0                   | 14                         | 0                          | 50    | 3     |
| Athletic Club · España | 1.ª           | 2012/13       | 11    | 0     | 2                   | 0                   | 4                          | 0                          | 17    | 0     |
| Athletic Club · España | Total club    | Total club    | 195   | 3     | 28                  | 1                   | 31                         | 0                          | 254   | 4     |
| Fulham Inglaterra | 1.ª           | 2013/14       | 23    | 1     | 3                   | 0                   | -                          | -                          | 26    | 1     |
| Fulham Inglaterra | 2.ª           | 2014/15       | 10    | 2     | 1                   | 0                   | -                          | -                          | 11    | 2     |
| Fulham Inglaterra | 2.ª           | 2016          | 14    | 0     | -                   | -                   | -                          | -                          | 14    | 0     |
| Fulham Inglaterra | Total club    | Total club    | 47    | 3     | 4                   | 0                   | -                          | -                          | 51    | 3     |
| Middlesbrough FC Inglaterra | 2.ª           | 2015          | 5     | 1     | -                   | -                   | -                          | -                          | 5     | 1     |
| Middlesbrough FC Inglaterra | 2.ª           | 2015/16       | 13    | 0     | 3                   | 0                   | -                          | -                          | 16    | 0     |
| Middlesbrough FC Inglaterra | Total club    | Total club    | 18    | 1     | 3                   | 0                   | -                          | -                          | 21    | 1     |
| Sporting Gijón · España | 1.ª           | 2016/17       | 27    | 0     | -                   | -                   | -                          | -                          | 27    | 0     |
| Sporting Gijón · España | Total club    | Total club    | 27    | 0     | -                   | -                   | -                          | -                          | 27    | 0     |
| Independiente Argentina | 1.ª           | 2017/18       | 11    | 0     | -                   | -                   | 11                         | 0                          | 22    | 0     |
| Independiente Argentina | Total club    | Total club    | 11    | 0     | -                   | -                   | 11                         | 0                          | 22    | 0     |
| Cerro Porteño Paraguay | 1.ª           | 2019          | 1     | 0     | -                   | -                   | 7                          | 0                          | 8     | 0     |
| Cerro Porteño Paraguay | Total club    | Total club    | 1     | 0     | -                   | -                   | 7                          | 0                          | 8     | 0     |
| Total carrera | Total carrera | Total carrera | 360   | 9     | 35                  | 1                   | 49                         | 0                          | 444   | 10    |
| (1) Incluye datos de Copa del Rey (2005-13), F. League Cup (2013-15), FA Cup (2014-16). (2) Incluye datos de Copa Intertoto (2005), Europa League (2009-12.), Copa Sudamericana (2017). |               |               |       |       |                     |                     |                            |                            |       |       |

## Palmarés

### Campeonatos nacionales
| Título                       | Club          | País     | Año    |
| ---------------------------- | ------------- | -------- | ------ |
| Primera División de Paraguay | Cerro Porteño | Paraguay | A-2020 |

### Copas internacionales
| Título            | Club             | País               | Año  |
| ----------------- | ---------------- | ------------------ | ---- |
| Eurocopa Sub-19   | Selección Sub-19 | Suiza              | 2004 |
| Copa Sudamericana | Independiente    | Argentina - Brasil | 2017 |

### Distinciones individuales
| Distinción                     | Año  |
| ------------------------------ | ---- |
| Once de bronce de Fútbol Draft | 2006 |

## Vida personal
Los padres de Amorebieta, Víctor Amorebieta (jugador de cesta punta) y María Pilar, ambos naturales de Yurreta (Vizcaya), se mudaron por motivos de trabajo a América —primero a Orlando en Estados Unidos y, después, a Venezuela— antes de nacer Fernando, que nació en Cantaura, estado Anzoátegui (Venezuela), según sus palabras, debido a la casualidad. Con menos de dos años, Fernando retornó a Yurreta con su familia.
Fernando Amorebieta es padre de Olivia Amorebieta, nacida en agosto de 2012, de su pareja Ainara Mintegui.